# Bath Iron Works
Bath Iron Works er et skibsværft beliggende ved Kennebec River i Bath i delstaten Maine, USA.
Værftet bygger private, kommercielle og militære fartøjer. United States Navy har historisk set været den største kunde.
Det blev grundlagt i 1884 af Thomas W. Hyde. I 1995 blev det købt af General Dynamics, og er nu et datterselskab af General Dynamics Bath Iron Works.
I de seneste år har værftet bygget flere destroyerere i Arleigh Burke-klassen, og er ved at bygge destroyere i den nye Zumwalt-klassen.